# Humira Saqib
Humira Saqib (Kabul, 1980) es una periodista afgana. Activista de los derechos de las mujeres, desde sus artículos en la revista Negah-e-Zan (Una visión de las mujeres) y de la Agencia de Noticias de la Mujer Afgana, ha protagonizado protestas contra las formas extremas del asedio a las mujeres en su país, de tradición islámica.

## Biografía
Saqeb nació en Kabul (Afganistán) en 1980. Casada y con tres hijas, concluyó sus estudios universitarios en Psicología por la Universidad de Kabul. Comenzó a publicar en la revista Negah-e-Zan en mayo de 2010 sobre temas predominantemente femeninos, aunque en sus artículos se traslucía unas veladas críticas al Consejo religioso de la provincia de Baglán. Tras recibir insultos y presiones por parte de militantes radicales, en 2011 se instaló en Tayiquistán durante un tiempo, para volver a Kabul en 2013.

## Triunfo talibán
El 17 de agosto de 2021, tras el triunfo de los talibanes por la retirada de las tropas de Estados Unidos, Saqib declaró a la prensa que: 

“Los talibanes han empezado a ir casa por casa buscando a las mujeres activistas”.

 Humira Saqib no olvida las torturas y sevicias a las que los extremistas sometieron a las afganas durante su dictadura (1996-2001).